# Матвеев, Дмитрий Сергеевич
Дми́трий Серге́евич Матве́ев (род. 25 декабря 1984, пос. Девяткино, Ленинградская область) — российский спортсмен, член олимпийской сборной команды России по лыжному двоеборью на Олимпиаде в Турине. Многократный чемпион России.
Родился и живёт в посёлке Девяткино Ленинградской области.
Первый тренер — Сергей Матвеев, его отец. Воспитанник Кавголовской СДЮСШОР
Выступал за «Динамо». В сборной команде России с 2003 по 2011 год. Тренеры — С. Матвеев и Баранов, Алексей Леонидович.
В 2011 году во время прыжка с трамплина в Уфе получил тяжелейшую травму.